# Amir Abdijanovic
Amir Abdijanovic (* 3. března 2001) je rakouský fotbalista, který hraje jako útočník za First Vienna FC 1894. Je bývalým mládežnickým reprezentantem Rakouska.

## Klubová kariéra
Hrál za Dornbirn, v roce 2017 přestoupil do B-týmu Wolfsburgu. V roce 2021 přestoupil do SCR Altach, hrál za A-tým a B-tým Altachu. V roce 2022 byl na hostování zpět v Dornbirnu. V roce 2024 podepsal smlouvu s SV Horn.
V roce 2025 podepsal smlouvu s First Vienna FC 1894.

## Reprezentační kariéra
Abdijanovic se narodil v Rakousku a je bosenského původu. Je bývalým mládežnickým reprezentantem Rakouska, hrál za rakouskou reprezentaci do 19 let.